# Peter Sullivan
Peter Sullivan, född 26 juli 1964 i Hoddesdon, är en brittisk skådespelare. Han har erfarenhet från film, TV och teater. 

## Rollförteckning i urval
- 2001 – Konspirationen (Karl Eberhard Schöngarth)
- 2011–2013 – The Borgias (Kardinal Ascanio Sforza)